# Arniocera auriguttata
Arniocera auriguttata is een vlinder uit de familie venstervlekjes (Thyrididae). De wetenschappelijke naam van deze soort is voor het eerst geldig gepubliceerd in 1857 door Hopffer.
De soort komt voor in tropisch Afrika.